# 입증
입증(proof)은 민사소송법상 개념으로 상대방이 부인, 부지로 답한 사실에 대하여 법관으로 하여금 사실상의 주장이 진실이라는 확신을 가지게 하기 위한 소송행위를 말한다.

## 본증과 반증
원고는 민사소송에서 주장을 하는데, 이 주장에 대해서 피고는 부인을 할 수 있다. 주장은 본증을 해서 법관이 확신을 갖도록 해야 하며, 부인은 반증으로서 법관의 확신이 흔들리게 하면 된다. 따라서, 원고가 주장하고 피고가 부인하는 경우, 양자의 주장이 모두 일리가 있거나 없어서 진위불명이 된 경우, 입증책임은 원고에게 있기 때문에, 원고가 패소한다.
피고는 부인 말고도 항변을 할 수 있다. 피고의 항변은 본증이므로 법관이 확신을 갖도록 해야 하며, 원고는 이에 대해 부인을 할 수 있다. 부인은 반증으로서 법관의 확신이 흔들리게 하면 된다. 피고가 항변하고 원고가 부인하는 경우, 양자의 주장이 모두 일리가 있거나 없어서 진위불명이 된 경우, 입증책임은 피고에게 있으므로 피고가 패소한다.

## 같이 보기
- 입증 책임
- 증거